# アンソニー・ヘルナンデス
アンソニー・ヘルナンデス（Anthony Hernandez、1993年10月18日 - ）は、アメリカ合衆国の男性総合格闘家。カリフォルニア州ダニガン出身。MMAゴールド/マリノーブルズ・マーシャルアーツ所属。UFC世界ミドル級ランキング6位。元LFAミドル級王者。

## 来歴
高校時代はレスリングを経験し、その後大学に短期間通ったが、総合格闘技のキャリアを追求するために中退した。アマチュア総合格闘技で10戦9勝の戦績を残した後、2014年にプロ総合格闘技デビュー。
2018年1月26日、LFA 32のLFAミドル級王座決定戦でブレンダン・アレンと対戦し、3-0の5R判定勝ち。王座獲得に成功した。
2018年6月19日、Dana White's Contender Series 10でジョーダン・ライトと対戦し、左フックでダウンを奪いパウンドで開始40秒のKO勝ちを収め、UFCとの契約権を獲得した。しかし、薬物検査でマリファナの陽性反応が出たため、裁定がノーコンテストに変更され、6カ月間の出場停止処分と獲得したファイトマネーの内15%の罰金を課せられた。

### UFC
2019年2月2日、UFC初参戦となったUFC Fight Night: Assunção vs. Moraes 2でマルクス・ペレスと対戦し、アナコンダチョークで2R一本負け。
2021年2月13日、UFC 258でブラジリアン柔術世界王者ホドウフォ・ヴィエイラと対戦し、ギロチンチョークで2R一本勝ち。パフォーマンス・オブ・ザ・ナイトを受賞した。
2023年5月20日、UFC Fight Night: Dern vs. Hillでエドメン・シャバージアンと対戦し、グラウンドの肘打ちで3RTKO勝ち。
2024年2月17日、UFC 298でロマン・コプィロフと対戦し、リアネイキドチョークで2R一本勝ち。パフォーマンス・オブ・ザ・ナイトを受賞した。
2024年10月19日、UFC Fight Night: Hernandez vs. Pereiraでミドル級ランキング14位のミシェル・ペレイラと対戦。テイクダウンを奪い続け、グラウンドで終始圧倒し、5Rにグラウンドの肘打ち連打でTKO勝ち。パフォーマンス・オブ・ザ・ナイトを受賞した。
2025年2月22日、UFC Fight Night: Cejudo vs. Songでミドル級ランキング9位のブレンダン・アレンと約7年ぶりに再戦し、3-0の判定勝ち。この試合でUFCミドル級最多となるテイクダウン奪取記録「45回」を記録し、それまでクリス・ワイドマンが保持していた「43回」を更新した。

## 戦績

### 総合格闘技
| 総合格闘技 戦績 | 総合格闘技 戦績 | 総合格闘技 戦績 | 総合格闘技 戦績 | 総合格闘技 戦績 | 総合格闘技 戦績 | 総合格闘技 戦績 |
| --------------- | --------------- | --------------- | --------------- | --------------- | --------------- | --------------- |
| 18 試合         | (T)KO           | 一本            | 判定            | その他          | 引き分け        | 無効試合        |
| 15 勝           | 3               | 9               | 3               | 0               | 0               | 1               |
| 2 敗            | 1               | 1               | 0               | 0               | 0               | 1               |

| 勝敗 | 対戦相手                   | 試合結果                                     | 大会名                                     | 開催年月日     |
|      | ライニアー・デ・リダー     |                                              | UFC Fight Night: de Ridder vs. Hernandez   | 2025年10月18日 |
| ○    | ロマン・ドリーゼ           | 4R 2:45 リアネイキドチョーク                 | UFC on ESPN 72: Dolidze vs. Hernandez      | 2025年8月9日   |
| ○    | ブレンダン・アレン         | 5分3R終了 判定3-0                            | UFC Fight Night: Cejudo vs. Song           | 2025年2月22日  |
| ○    | ミシェル・ペレイラ         | 5R 2:22 TKO（グラウンドの肘打ち連打）        | UFC Fight Night: Hernandez vs. Pereira     | 2024年10月19日 |
| ○    | ロマン・コプィロフ         | 2R 3:23 リアネイキドチョーク                 | UFC 298: Volkanovski vs. Topuria           | 2024年2月17日  |
| ○    | エドメン・シャバージアン   | 3R 1:01 TKO（グラウンドの肘打ち）            | UFC Fight Night: Dern vs. Hill             | 2023年5月20日  |
| ○    | マルク＝アンドレ・バリオー | 3R 1:53 肩固め                               | UFC Fight Night: Sandhagen vs. Song        | 2022年9月17日  |
| ○    | ジョシュ・フレムド         | 5分3R終了 判定3-0                            | UFC 273: Volkanovski vs. The Korean Zombie | 2022年4月9日   |
| ○    | ホドウフォ・ヴィエイラ     | 2R 1:53 ギロチンチョーク                     | UFC 258: Usman vs. Burns                   | 2021年2月13日  |
| ×    | ケビン・ホランド           | 1R 0:39 TKO（ボディへの左膝蹴り→パウンド）   | UFC on ESPN 8: Overeem vs. Harris          | 2020年5月16日  |
| ○    | パク・ジョンヨン           | 2R 4:39 アナコンダチョーク                   | UFC Fight Night: Andrade vs. Zhang         | 2019年8月31日  |
| ×    | マルクス・ペレス           | 2R 1:07 アナコンダチョーク                   | UFC Fight Night: Assunção vs. Moraes 2     | 2019年2月2日   |
| －   | ジョーダン・ライト         | ノーコンテスト（ヘルナンデスの薬物検査失格） | Dana White's Contender Series 10           | 2018年6月19日  |
| ○    | ブレンダン・アレン         | 5分5R終了 判定3-0                            | LFA 32 【LFAミドル級王座決定戦】           | 2018年1月26日  |
| ○    | マイク・パーソンズ         | 1R 1:54 ギロチンチョーク                     | GKO 9                                      | 2017年3月18日  |
| ○    | ジュモーク・ハンター       | 1R 3:09 ギロチンチョーク                     | GKO 7                                      | 2016年8月27日  |
| ○    | プレストン・スヌーク       | 1R 1:45 ギロチンチョーク                     | GKO 4                                      | 2015年8月29日  |
| ○    | ケニー・エント             | 1R 3:30 ギロチンチョーク                     | GKO 3                                      | 2015年3月21日  |
| ○    | トレイ・ウィリアムズ       | 1R 0:51 KO（パンチ）                         | WFC 11                                     | 2014年9月13日  |

## 獲得タイトル
- 第3代LFAミドル級王座（2018年）

## 表彰
- UFC パフォーマンス・オブ・ザ・ナイト（3回）